# Лысенко, Николай Владимирович (учёный)
Николай Владимирович Лысенко (род. 6 августа 1947, Ленинград, СССР) — российский учёный, специалист в области видеотехники и телевизионных систем, доктор технических наук, профессор.

## Биография
Родился 6 августа 1947 года в Ленинграде.

## Образование
В 1971 году окончил радиотехнический факультет Ленинградского электротехнического института по специальности «Радиотехника». В 1975 году защитил кандидатскую диссертацию по теме «Исследование эффективности учебных замкнутых телевизионных систем», в 2002 году — докторскую диссертацию по теме «Принципы функциональной организации, методы оценки и повышения эффективности видеоинформационных систем учебно-тренировочного назначения».

## Работа
В 1971 году начал работать в ЛЭТИ на кафедре телевидения (ныне — кафедра телевидения и видеотехники, ФЭТ). Заведующий кафедрой ТВ с 1998 по 2020 год. Декан факультета радиотехники и телекоммуникаций с 1999 по 2006 год. Проректор по инновационной и образовательной деятельности с 2006 по 2008 год. Проректор по учебной работе с 2008 по 2017 год. Директор (с 2001 по 2007 год) и научный руководитель (с 2008 года) Института научно-методических исследований в области образования.
С 2002 года Главный научный сотрудник ЦНИПС АО "НИИ «Вектор».
28 декабря 2021 года присвоено почетное звание "Заслуженный профессор СПбГЭТУ «ЛЭТИ» за значительный вклад в совершенствование подготовки специалистов и в развитие науки, обеспечивающий повышение авторитета университета в России и за рубежом.

## Учёная степень, звание
Доктор технических наук, профессор.

## Научная работа
Научные интересы связаны с исследованиями влияния технических характеристик систем виртуальной реальности на эффективность деятельности операторов, системами обнаружения и обработки слабых световых полей, анализом процессов передачи информации в видеоинформационных системах, математическим моделированием процессов зрительного восприятия, гетерогенными видеоинформационными системами, биометрической идентификацией.

## Награды
- Орден «Знак Почета».
- Орден Почета.
- Почетный работник высшего профессионального образования.
- Почетный радист РФ.
- Премия Ленинградского Комсомола в области науки.

## Основные публикации
1. Лысенко Н. В., Сурин В. И., Яковлев И. П. и др. Социально-профессиональные проблемы подготовки инженеров-электротехников / Л.: Изд-во ЛГУ, 1981. 8,0 п.л.
2. Лысенко Н. В. Факторно-стохастическая модель обучающей системы / Ученые записки технического университета Вены № 19, 1982. 1,0 п.л. (Lysenko N. Factor-stochastisches Model des Lehrsystems / Schriftreihe TU Wien. 1982. № 19. S. 49-59).
3. Лысенко Н. В., Быков Р. Е., Киврин В. И. Системы учебного телевидения. М.: Радио и связь, 1987. 6,0 п.л.
4. Лысенко Н. В. Видеотехника. Учеб. пособие. СПб: ГЭТУ, 1994. 4,0 п.л.
5. Лысенко Н. В. Основы видеоинформатики: Учеб. пособие. (Гриф Министерства образования) СПб: изд-во ГЭТУ, 1998. 4,0 п.л.
6. Лысенко Н. В., Грудзинский М. А. Оптическая запись сигналов изображения: Учеб. пособие. СПб: изд-во ГЭТУ, 1996. 4,0 п.л.
7. Лысенко Н. В. Анализ и синтез видеоинформационных систем. Учебное пособие. СПб. Изд-во СПбГЭТУ, 2002. 94 с.
8. Лысенко Н. В. Информационные гетерогенные системы. СПб.: ООО «Техномедиа» / Изд-во «Элмор», 2007. 160 с. .
9. Лысенко Н. В. Феноменологическая макромодель восприятия визуальной информации. Известия Международной академии наук высшей школы. № 2 (60), 2012, с.76-83.
10. Н. В. Лысенко Гетерогенные видеоинформационные системы. Учебное пособие. СПб.:Изд-во СПбГЭТУ «ЛЭТИ», 2018. 76 с.
11. Н. В. Лысенко, П. С. Баранов, А. А. Манцветов, А. М. Мончак, А. А. Мотыко, Н. А. Обухова Основы телевидения и видеотехники: учебное пособие. СПб.: Изд-во СПбГЭТУ «ЛЭТИ», 2019. 118 с.